# Nagrada Tomislav Špoljar
Nagrada Tomislav Špoljar je nagrada koju dodjeljuje Savez edukacijskih rehabilitatora Hrvatske. Osnovana je 2001. godine. Zove se po poznatom hrvatskom defektologu Tomislavu Špoljaru. 
Nagrade se dodjeljuju godišnje. Godišnja nagrada se dodjeljuje defektolozima "koji su državljani Republike Hrvatske, za istraživanja i projekte koji doprinose razvoju edukacijsko-rehabilitacijske znanosti i prakse, za izuzetnu kreativnost i inovacije u praktičnom radu s osobama s posebnim potrebama, kao i ustanovama, službama i udrugama za zajednički inovativan i kreativan rad."
Nagrada za životno djelo dodjeljuje se "istaknutim znanstvenicima i praktičarima koji su svojim djelovanjem u radnoj i lokalnoj zajednici ostvarivali izrazite rezultate, pridonosili razvoju edukacijsko-rehabilitacijske teorije i prakse i dignitetu profesije."

## Dobitnici
- za 2001.:

Beatrica Brčić, prof. – nagrada za životno djelo
Hrvatski savez udruga za osobe s mentalnom retardacijom – godišnja nagrada
- za 2002.:

Mira Korošec, prof. – nagrada za životno djelo
mr.sc. Vesna Đurek – godišnja nagrada
- za 2003.:

Nagrade nisu dodijeljene.
- za 2004.:

Blaženka Birolla, prof. – nagrada za životno djelo
- za 2005.

- za 2006.:

Žarko Mijić, prof. – nagrada za životno djelo
- za 2007.:

Petar Ivegeš, prof. – nagrada za životno djelo
- za 2008.:

Dubravka Vajdić, prof.def. – nagrada za životno djelo
- za 2010.:

prof.dr.sc. Mladen Singer – nagrada za životno djelo
- za 2011.:

- za 2012.:

- za 2013.:

- za 2014.: